# 佐藤正孝
佐藤 正孝（さとう まさたか、1937年 - 2006年8月9日）は、日本の昆虫学者。名古屋女子大学名誉教授。専門は動物形態分類学、昆虫系統分類学、環境保全学。

## 人物
1937年生まれ。愛媛大学農学部農学科卒。名古屋女子大学家政学部教授を経て、名古屋女子大学名誉教授。1993年3月、「A REVISIONAL STUDY ON THE SUPERFAMILY DRYOPOIDEA(COLEOPTERA)OF JAPAN(日本産ドロムシ上科(甲虫目)の再検討)」で京都大学理学博士。
2006年8月9日逝去した佐藤正孝に対し、台中自然科学博物館は異国の友人である佐藤の遺徳を偲ぶため、10数名の職員とボランティアを動員し、佐藤の経歴、業績および寄贈された昆虫標本を整理し、寄贈された標本と同博物館所蔵の標本の中から代表的な各種類の昆虫約2,000点を選び出し、2007年7月6日より「佐藤氏の虫の声─昆虫学者佐藤正孝紀念展」としてスタートした。
林宗賢自然科学博物館長は「佐藤正孝氏は国際的な甲虫類鞘翅目の研究者で、生涯を昆虫と共に生き、500編あまりの論文を発表し、同時に20万点あまりの昆虫標本を収集された。生前、自然科学博物館を訪れた佐藤氏は、この博物館を大いに評価され、2004年から『財団法人国立自然科学博物館文教基金会』を通して12万点あまりの珍しい貴重な標本を次々とこの博物館に寄贈され、この博物館の収蔵品と研究資源は豊富となった。佐藤氏はこれにより、この博物館と深い縁となった」と説明した。

## 論文
- 国立情報学研究所収録論文 国立情報学研究所